# سالی فیلیپس
سالی فیلیپس (به انگلیسی: Sally Phillips) (زاده ۱۰ مهٔ ۱۹۷۰) بازیگر، کمدین و مجری تلویزیونی انگلیسی است.
از فیلم‌های معروف او می‌توان به بازی در بچه بریجت جونز و چرچیل: سال‌های هالیوود اشاره کرد.
از سال ۲۰۰۴ تا ۲۰۱۹، فیلیپس نقش اصلی را در کمدی رادیو بی‌بی‌سی ۴ بازی کرده‌است.